# Született feleségek
A Született feleségek egy amerikai televíziós vígjáték-drámasorozat. Rendezte Marc Cherry, gyártója az ABC Studios és a Cherry Productions. Amerikában vasárnaponként keleti idő szerint 21-kor, középidő szerint 20-kor sugározták az ABC csatornán 2004. október 3-tól 2012. május 13-ig.
A sorozat fő helyszíne a fiktív amerikai „Eagle State” állambeli „Széplak” kertvárosban található Lila Akác köz. A sorozat egy csoportnyi nő életét mutatja be az az első epizódban öngyilkosságot elkövetett szomszéd szemein keresztül. A sorozat 8 évadon keresztül 13 évnyi történést fed le a nők életéből 2004 és 2008, majd 2013 és 2017 között (egy 5 éves időugrás miatt, azonban visszaemlékezések láthatók az 1980-as évektől egészen a 2020-as évekig). A nők főként a háztartásbeli és családi helyzetekkel küszködtek, miközben titkokkal, bűntényekkel és rejtélyekkel néztek szembe a látszólag gyönyörű és tökéletes kertvárosi utcában.
A sorozat egy csoportnyi szereplőt sorakoztatott fel, az élükön Teri Hatcherrel (mint Susan Mayer), Felicity Huffmannel (mint Lynette Scavo), Marcia Cross-szal (mint Bree Van de Kamp) és Eva Longoriával (mint Gabrielle Solis). Brenda Strong narrálta 
a sorozatot, mint az eltávozott Mary Alice Young, aki időnként megjelent visszaemlékezésekben vagy látomásokban, álmokban.
A Született feleségeket egyaránt jól fogadták a kritikusok és a nézők is. A sorozat többszörös Primetime Emmy-, Golden Globe- és Screen Actors Guild Award-díjnyertes. A premierre Amerikában 21,6 millióan voltak kíváncsiak, az első évad fináléja azonban több mint 30 millió nézőt ültetett a képernyő elé. Egy 2007-es jelentés szerint a legnépszerűbb sorozat volt világszerte körülbelül 120 milliós közönséggel, és egy felmérés szerint a feleségek a harmadik legnézettebb tévéműsor volt 20 országban. 2012-ben a Eurodata TV Worldwide szerint a legnézettebb vígjátéksorozat volt nemzetközileg, és ezt a pozíciót 2006 óta tartotta.
A Született feleségeket az ABC berendelte egy nyolcadik és utolsó évadra 2011. május 17-én, melynek sugárzása szeptember 25-én kezdődött. A sorozat 2012. május 13-án fejeződött be, és két epizóddal meghaladta a Bűbájos boszorkákat a nőket szerepeltető leghosszabb egyórás televíziós sorozat kategóriában. A feleségek záróepizódja volt a legnézettebb sorozatfinálé 2012-ben.
Magyarországon a sorozatot a TV2 vetítette premieradásban, az első évad sugárzása 2005. október 26-án kezdődött este fél tízkor. Hazánkban az összes évadot sugározták, a TV4 és a Story4 máig ismétli. Eleinte hatalmas sikernek örvendett itthon is, azonban a nézettség folyamatosan csökkent. A sorozatfinálé először 2012. november 14-én került leadásra.

## Gyártás
A sorozat ötlete Marc Cherry fejében akkor fogant meg, mikor édesanyjával nézte Andrea Yates ítéletét a híradóban. A Született feleségek előtt Cherry leginkább a Touchstone Television vígjátéksorozatának, a The Golden Girls és a The Golden Palace írásáért és gyártásáért volt ismert. Cherrynek nehézségei adódtak az új sorozat bemutatásával, mert az HBO, a CBS, az NBC, a Fox, a Showtime és a Lifetime is elutasította. Miután A narancsvidékről bebizonyodott, hogy egy főműsoridős szappanopera is sikeres lehet, az ABC vezetőségénél Lloyd Braun és Susan Lyne úgy döntött, hogy elfogadja. Nem sokkal ezután a Disney mindkettőjüket kirúgta a Lost és a Született feleségek magas költségvetésű pilotjai miatt.
Az ABC vezetősége nem volt megelégedve az új műsor nevével, A háziasszonyok titkos élete vagy a Lila Akác köz címeket javasolták. Azonban 2003. október 23-án az ABC bejelentette a sorozatot egy főműsoridős szappanoperaként, melynek készítője Charles Pratt, Jr. (a Melrose Place-től) és Marc Cherry lett, aki úgy nyilatkozott, hogy ez a Knots Landing és az Amerikai szépség keveréke egy csipetnyi Twin Peaksszel. Cherry továbbra is a sorozat alkotójaként volt feltüntetve, Pratt csak az első epizódnál volt vezető producer.

### Forgatás

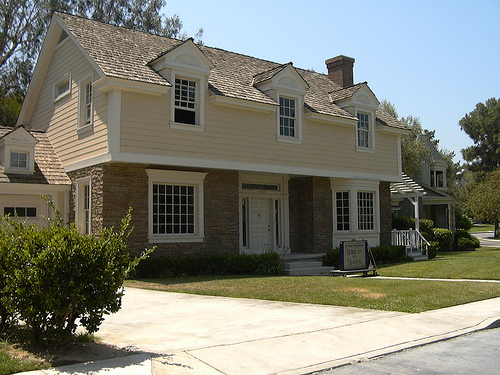
Mary Alice Young háza a Lila akác közben.

A Született feleségeket 35 mm-es Panavision kamerákkal forgatták (az utolsó évadot kivéve, amelyet Arri Alexával rögzítették digitálisan). Habár eredetileg 4:3 képarányúra tervezték, hagyományos és szélesvásznú magas felbontásban is sugározták. A sorozat helyszíne a Lila Akác köz, mely főként csak homlokzatokból áll (de valódi házak is megtalálhatók), ami a Universal Studios Hollywood díszletutcája. A forgatócsoportok Colonial Streetként emlegetik, és itt több mozifilm és televíziós sorozat is helyet foglalt egészen az 1940-es évektől kezdve. Pár híres alkotás: So Goes My Love, Leave it to Beaver, The 'Burbs, Providence, Deep Impact, Bedtime for Bonzo, The Best Little Whorehouse in Texas, Gremlins, The Munsters, Psycho, és Buffy, a vámpírok réme. A sorozat második évada előtt drasztikus változások történtek az utcán. Például leromboltak egy templomhomlokzatot és egy kastélyt, hogy megépülhessen Edie háza, illetve helyet kapjon egy park.
A házak belseje a Universal Studios Hollywood színpadjain épültek meg, azonban pár házat is berendeztek, amennyiben a körülmények úgy kívánták.
A sorozat forgatása 2012. április 26-án fejeződött be.

### Főcím
A sorozat főcíme eredetileg Cherry ötlete volt. Miután 60 céget kérdezett végig, hogyan lenne a legjobb megvalósítani, a producerek felbérelték a yU+co céget, hogy hozzanak létre egy végső verziót. A yU+co hivatalos oldala szerint megpróbálták bemutatni a műsor gúnyos szellemét és a nők társadalombeli hagyományos szerepének játékos figyelmen kívül hagyását. A felhasznált képek 8 műalkotásból származnak, melyek bemutatják a házas életet és a férfi-nő kapcsolatot az idők folyamán.

### Zene
A sorozat főcímzenéjét Danny Elfman szerezte, azonban a háttérzenét Steve Jablonsky komponálta az első évad második epizódjától kezdve, mely meghatározta a sorozat zenéjét, és létrehozott egy zenei ellenpontot az írói stílushoz. A háttérzene elektronikus alapú, azonban társul hozzá egy élő vonószenekar. Jablonsky visszatérő anyagokat is szerepeltet, amelyek egyes eseményekhez vagy szereplőkhöz fűződnek.

## Áttekintés
Az első évad 2004. október 3-án kezdődött, mely bemutatta a négy központi karaktert, Susan Mayert, Lynette Scavót, Bree Van de Kampet és Gabrielle Solist, a családjukat és a szomszédaikat a Lila Akác közben. A fő rejtély Mary Alice Young váratlan öngyilkossága, és a férjének és a fiának ezt követő hátborzongató viselkedése. Susan Edie Britt-tel (Nicollette Sheridan) az új szomszéd, Mike Delfino (James Denton) szerelméért vetélkedik, Lynette kénytelen megbirkózni ördögi gyermekeivel, Bree Rex Van de Kamppel (Steven Culp) való házassága megmentéséért harcol, és Gabrielle megpróbálja megakadályozni a férjét, Carlos Solist (Ricardo Antonio Chavira), hogy felfedje a kertésszel, John Rowlanddel (Jesse Metcalfe) való viszonyát.

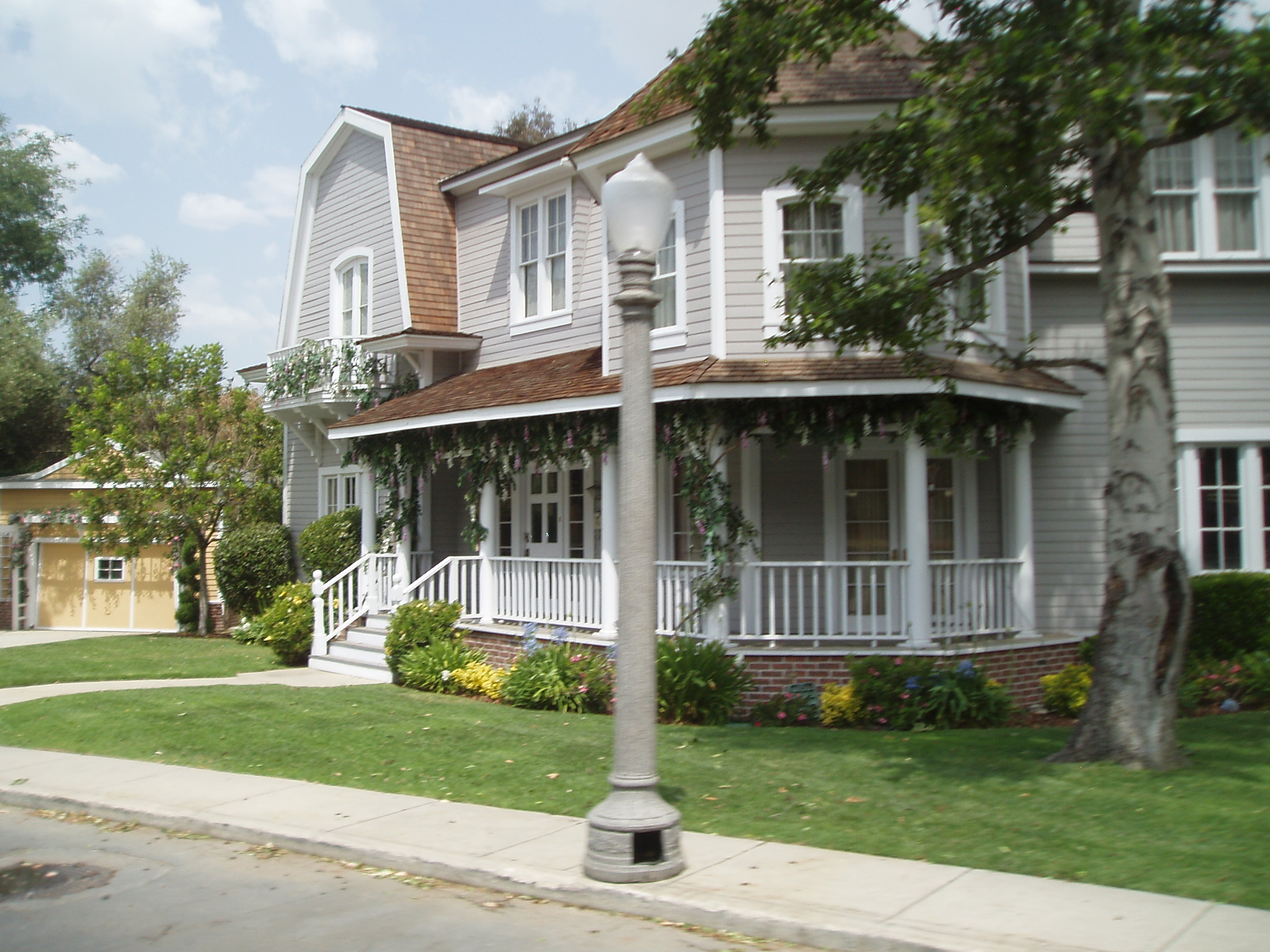
Az Applewhite-ház, ahol a Született feleségek évadrejtélye volt 2005 és 2006 között.

A második évad 2005. szeptember 25-én kezdődött, és a központi rejtély az új szomszéd, Betty Applewhite (Alfre Woodard) körül forog, aki az éjszaka közepén költözött be. Az évad folyamán Bree küzd az özvegyléttel, járni kezd a férfival, aki a férjét megmérgezte, harcol az alkoholizmussal, és képtelen helyrehozni a kapcsolatát a fiával, Andrew Van de Kamppel (Shawn Pyfrom). Susan szerelmi élete felborul, amikor a volt férje eljegyzi Edie-t, azonban mégis Susan felé hajlik. Lynette visszamegy a reklámiparhoz dolgozni, míg a férje háztartásbeli apa lesz, és Gabrielle úgy dönt, hű lesz Carloshoz, felkészül a gyermekük fogadására. Pault megvádolják egy el nem követett gyilkosságért, és börtönbe kerül.
A harmadik évad premierje 2006. szeptember 24-én volt. Az évad elején Bree hozzámegy Orson Hodge-hoz (Kyle MacLachlan), akinek a múltja és a kapcsolata egy nemrég felfedezett holttesttel az évad fő rejtélye. Eközben a Scavo család felkészül Tom eddig ismeretlen lányának fogadására, ráadásul Scavóék még egy pizzéria nyitásának feszültségét is megtapasztalják. Gabrielle egy kemény váláson megy keresztül, azonban szerelmet talál Széplak új polgármesterében. Miután Mike cserbenhagyásos gázolás áldozata lesz, komába kerül, és a felébredése után amnéziával küzd. Ekkor Edie esélyt talál, hogy rámozduljon Mike-ra, továbbá felfedik az évad folyamán Edie családi kapcsolatait. Susan elveszti a reményt Mike memóriájának visszaszerzésével kapcsolatban, így egy jóképű brit úriemberrel kezd randevúzni, akinek a felesége kómában fekszik. Susan lánya, Julie Mayer (Andrea Bowen) Edie unokaöccsével kezd járni, azonban Susan ezt képtelen elfogadni. Az idős szomszédasszony, Karen McCluskey (Kathryn Joosten) fagyasztóládájából szörnyű dolog kerül elő, és a helyi szupermarketben lévő túszejtés miatt két ember életét vesztik, és mindenki élete gyökeresen megváltozik.
A negyedik évad 2007. szeptember 30-án kezdődött, és a fő rejtély az új szomszéd, Katherine Mayfair (Dana Delany) és a családja körül forog, akik 12 év elteltével térnek vissza a Lila Akác közbe. Lynette limfómával küzd; a frissen házasodott Gabrielle viszonyt folytat exférjéval, Carlosszal; Susan Mike-kal való házassága után szembesül a ténnyel, hogy gyermeket vár tőle; Bree úgy dönt, hogy felneveli a kamasz lánya fiát a sajátjaként, ezért eljátssza a terhességet; Edie ragaszkodik új szerelméhez, Carloshoz. Egy meleg szerelmespár költözik az utcába Chicagóból. Az évad folyamán egy tornádó fenyegeti az utca lakosait, a finálé utolsó perceiben a történet öt évet repül előre.

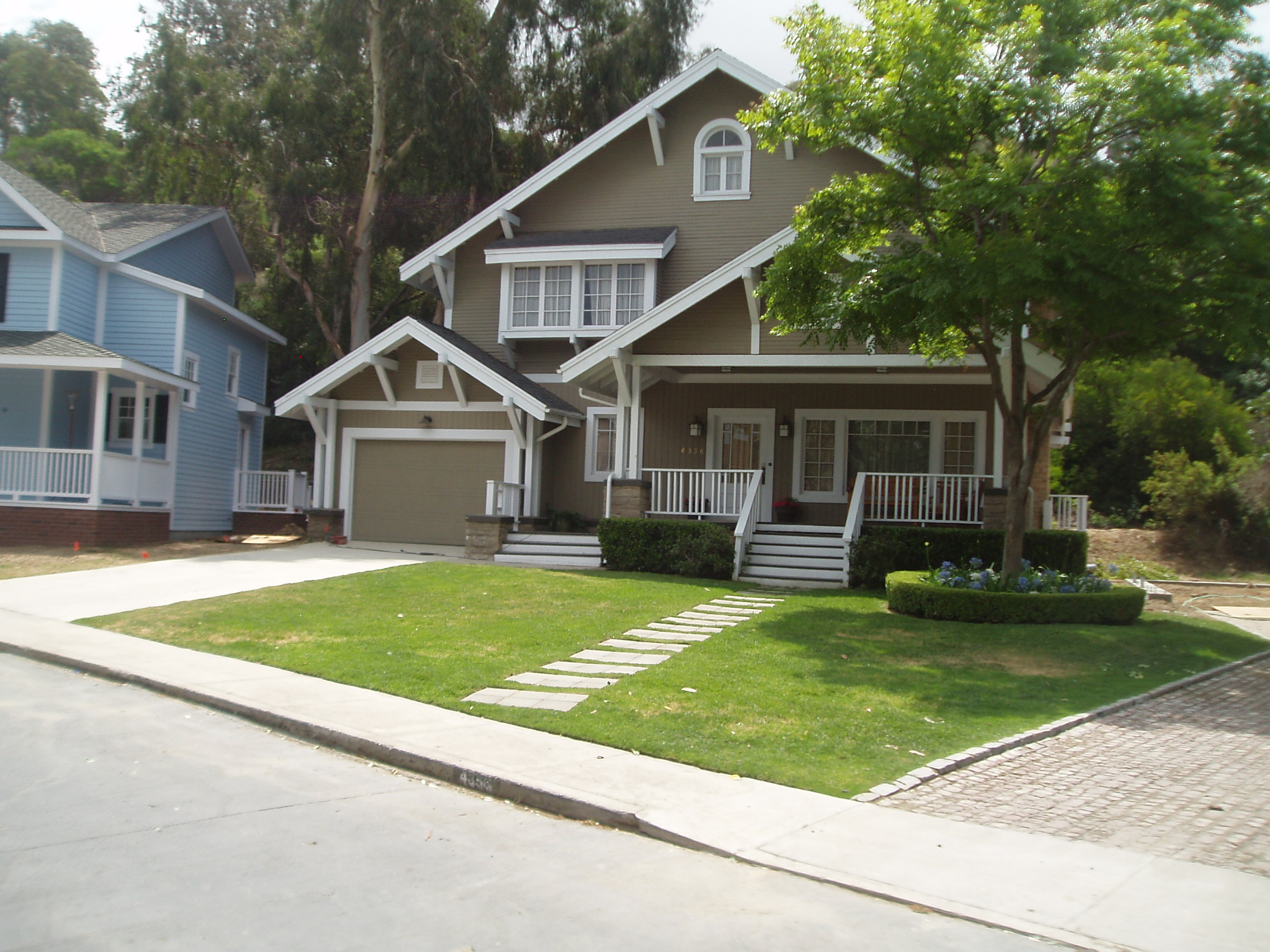
Katherine Mayfair háza a Lila akác közben, ahol ő 2007-től 2010-ig lakott.

Az ötödik évad premierje 2008. szeptember 28-án volt, a cselekmény az előző évadbeli történések után öt évvel folytatódik. Az évadrejtély Edie új férje, Dave Williams (Neal McDonough) körül forog, aki bosszút forral a Lila Akác köz egyik lakója ellen. Susan az egyedülálló anyasággal küzd megint, és viszonyt folytat a szobafestőjével, eközben Mike Katherine-nel kezd járni. Lynette és Tom megtudják, hogy a kamasz fiuk lefeküdt a legjobb barátja anyjával, Anne Schilinggel. Anne férje üzemeltet egy nightclubot, amit valaki felgyújt, miközben az utca lakói bent buliznak. Gabrielle Carlos vakságával, két kislánnyal és pénzügyi gondokkal küszködik. Bree és Orson házassága már nem olyan rózsás, mivel Bree a karrierjére koncentrál: sikeres szakácskönyvíró és élelmező lett. Miután felfedezi Dave titkát, Edie autóbalesetet szenved, és belehal a későbbi áramütésbe.
A hatodik évad 2009. szeptember 27-én kezdődött egy új szomszéddal, Angie Bolenékkel (Drea de Matteo) és rejtélyükkel. Az évad első fele Julie titokzatos fojtogatására, Gabrielle és unokahúga, Ana Solis (Maiara Walsh) konfliktusára, Lynette pereskedésére, Katherine idegösszeomlására és Bree viszonyára koncentrál. A második fele arról szól, hogy Katherine nagy felfedezést tesz a vonzódásával kapcsolatban, Lynette meghívja a széplaki fojtogatót, mielőtt megtudja az igazat, és Bree konfliktusba kerül Rex fiával, aki még azelőtt született, mielőtt Bree és Rex összeházasodott.
A hetedik évad premierje 2010. szeptember 26-án volt, a fő rejtély egy régi lakó, Paul Young visszatérte körül forog. Paul meg akarja büntetni a volt szomszédait, amiért sosem látogatták meg a börtönben, eközben egy régi ellensége bosszút forral ellene. Lynette főiskolai legjobb barátja, Renée Perry (Vanessa Williams) költözik az utcába, és felkavarja a feleségek életét. Kiderül egy nyugtalanító tény Carlos és Gabrielle lányáról, Juanita Solisról (Madison De La Garza), ami miatt el kell látogatniuk Gabrielle szülővárosába, Las Colinasba. Bree válása után randevúzni kezd a vállalkozójával, és felfedi a titkot Carlos anyjának balesetéről, ami miatt véget ér a Solis család és Bree közötti barátság. Pénzügyi gondok miatt Susan és családja elhagyja az utcát, és Susan kénytelen kevésbé hétköznapi forrásból pénzt keresni, később felkerül egy szervtranszplantációs várólistára, és dialízisre kell járnia.  Lynette ösztönzi Tomot, hogy szerezzen egy izgalmas, új állást, ami példátlan problémákat okoz a házasságukban.
A nyolcadik és egyben befejező évad 2011. szeptember 25-én kezdődött. Az évad fő rejtélye az előző évadban Carlos keze által történt gyilkosság, melyet a négy feleség igyekszik eltussolni. A gyilkosság után Bree kap egy zsarolólevelet egy ismeretlen személytől, amely kísértetiesen hasonlít a levélhez, ami Mary Alice-t öngyilkosságra sarkallt. Mivel Bree egy nyomozóval, Chuck Vance-szel (Jonathan Cake) jár, így őt vádolják meg Alejandro meggyilkolásával. Egy új szomszéd, Ben Faulkner (Charles Mesure) költözik a Lila Akác közbe, és hamar leveszi Renée-t a lábáról. Azonban Ben számos pénzügyi problémán megy keresztül, így egy uzsorástól kér kölcsönt. Mike közbeavatkozik az üzletbe, hogy megvédje Renée-t, azonban ő fizeti meg ennek az árát. Az évad első felében Susant szörnyű bűntudat gyötri a gyilkosság miatt, a második felében Julie váratlan terhességével és Mike halálával küzd. Miután eltitkolták Alejandro gyilkosságát, Carlosnak alkoholproblémái lesznek, de Gabrielle rehabilitációra küldi, emiatt a két fél háztartásbeli szerepet cserél. Tom kiköltözik, és Lynette nem hajlandó elhinni, hogy továbblépett, amíg el nem ismeri, hogy még mindig szereti a férjét, és elkötelezi magát, hogy visszaszerzi. Mrs. McCluskey aggasztó híreket kapott az egészségi állapotáról, és úgy dönt, hogy véget vet az életének, de Bree próbálja meggyőzni, hogy ez nem jó döntés.
A kétórás sorozatfináléban, melynek eredeti vetítése 2012. május 13-án volt, befejeződött Bree bírósági ügye. A sorozat egy esküvővel, egy születéssel, egy eltávozással zárult, és kiderült a négy feleség jövője.

### Szereplők
| Színész                 | Karakter           | Évad       | Évad         | Évad         | Évad         | Évad         | Évad         | Évad         | Évad         |              |
| Színész                 | Karakter           | 1          | 2            | 3            | 4            | 5            | 6            | 7            | 8            |              |
| ----------------------- | ------------------ | ---------- | ------------ | ------------ | ------------ | ------------ | ------------ | ------------ | ------------ | ------------ |
| Teri Hatcher            | Susan Delfino      | Főszerep   | Főszerep     | Főszerep     | Főszerep     | Főszerep     | Főszerep     | Főszerep     | Főszerep     |              |
| Felicity Huffman        | Lynette Scavo      | Főszerep   | Főszerep     | Főszerep     | Főszerep     | Főszerep     | Főszerep     | Főszerep     | Főszerep     |              |
| Marcia Cross            | Bree Van de Kamp   | Főszerep   | Főszerep     | Főszerep     | Főszerep     | Főszerep     | Főszerep     | Főszerep     | Főszerep     |              |
| Eva Longoria            | Gabrielle Solis    | Főszerep   | Főszerep     | Főszerep     | Főszerep     | Főszerep     | Főszerep     | Főszerep     | Főszerep     |              |
| James Denton            | Mike Delfino       | Főszerep   | Főszerep     | Főszerep     | Főszerep     | Főszerep     | Főszerep     | Főszerep     | Főszerep     |              |
| Ricardo Antonio Chavira | Carlos Solis       | Főszerep   | Főszerep     | Főszerep     | Főszerep     | Főszerep     | Főszerep     | Főszerep     | Főszerep     |              |
| Brenda Strong           | Mary Alice Young   | Főszerep   | Főszerep     | Főszerep     | Főszerep     | Főszerep     | Főszerep     | Főszerep     | Főszerep     |              |
| Nicollette Sheridan     | Edie Britt         | Főszerep   | Főszerep     | Főszerep     | Főszerep     | Főszerep     |              |              |              |              |
| Andrea Bowen            | Julie Mayer        | Főszerep   | Főszerep     | Főszerep     | Főszerep     | Vendégszerep | Mellékszerep | Vendégszerep | Visszatérő   |              |
| Mark Moses              | Paul Young         | Főszerep   | Főszerep     | Visszatérő   |              |              | Vendégszerep | Főszerep     | Vendégszerep |              |
| Cody Kasch              | Zach Young         | Főszerep   | Főszerep     | Visszatérő   |              |              |              | Visszatérő   |              |              |
| Steven Culp             | Rex Van de Kamp    | Főszerep   | Visszatérő   | Vendégszerep |              | Vendégszerep |              | Vendégszerep | Vendégszerep |              |
| Jesse Metcalfe          | John Rowland       | Főszerep   | Visszatérő   | Vendégszerep | Vendégszerep |              | Visszatérő   |              |              |              |
| Doug Savant             | Tom Scavo          | Visszatérő | Főszerep     | Főszerep     | Főszerep     | Főszerep     | Főszerep     | Főszerep     | Főszerep     |              |
| Alfre Woodard           | Betty Applewhite   | Visszatérő | Főszerep     |              |              |              |              |              |              |              |
| Richard Burgi           | Karl Mayer         | Visszatérő | Főszerep     | Vendégszerep | Vendégszerep | Visszatérő   | Visszatérő   |              | Vendégszerep | Vendégszerep |
| Roger Bart              | George Williams    | Visszatérő | Főszerep     |              |              |              |              |              | Vendégszerep |              |
| Kyle MacLachlan         | Orson Hodge        |            | Visszatérő   | Főszerep     | Főszerep     | Főszerep     | Főszerep     | Visszatérő   | Visszatérő   |              |
| Dana Delany             | Katherine Mayfair  |            |              |              | Főszerep     | Főszerep     | Főszerep     |              | Vendégszerep |              |
| Neal McDonough          | Dave Williams      |            |              |              |              | Főszerep     |              |              |              |              |
| Shawn Pyfrom            | Andrew Van de Kamp | Visszatérő | Mellékszerep | Mellékszerep | Mellékszerep | Főszerep     | Visszatérő   | Visszatérő   | Visszatérő   |              |
| Drea de Matteo          | Angie Bolen        |            |              |              |              |              | Főszerep     |              |              |              |
| Maiara Walsh            | Ana Solis          |            |              |              |              | Vendégszerep | Főszerep     |              |              |              |
| Vanessa Williams        | Renee Perry        |            |              |              |              |              |              | Főszerep     | Főszerep     |              |
| Kathryn Joosten         | Karen McCluskey    | Visszatérő | Visszatérő   | Visszatérő   | Visszatérő   | Visszatérő   | Mellékszerep | Főszerep     | Mellékszerep |              |
| Kevin Rahm              | Lee McDermott      |            |              |              | Visszatérő   | Visszatérő   | Visszatérő   | Főszerep     | Mellékszerep |              |
| Tuc Watkins             | Bob Hunter         |            |              |              | Visszatérő   | Visszatérő   | Visszatérő   | Főszerep     | Mellékszerep |              |
| Jonathan Cake           | Chuck Vance        |            |              |              |              |              |              | Visszatérő   | Főszerep     |              |
| Charles Mesure          | Ben Faulkner       |            |              |              |              |              |              |              | Főszerep     |              |
| Madison De La Garza     | Juanita Solis      |            |              |              |              | Visszatérő   | Mellékszerep | Mellékszerep | Főszerep     |              |

## A Lila Akác köz
A sorozat fő helyszíne a Lila akác köz (Wisteria Lane) nevű utca, amely a Los Angeles-i Universal City területén található, hivatalos nevén: Colonial Street. Érdekesség, hogy csupán a külső jeleneteket veszik fel itt. A sorozat többi, belső jelenetét a Universal Studio díszleteiben forgatják.
A helyszín pontos helye: 

### A lakók
A következő lista a Lila Akác köz azon lakóit tartalmazza, akik az 1–6. évadban szerepeltek a sorozatban. A Lila Akác köz 4348-ban lakókat a sorozatban egyelőre nem említették.
| Cím                | Lakók |
| ------------------ | --- |
| Lila Akác köz 4347 | Ida Greenberg (1–4) Mrs. Kinsky (6- |
| Lila Akác köz 4348 | Rose Kemper (5) |
| Lila Akác köz 4349 | Gabrielle Solis (1 –) Carlos Solis (1–3, 4 –) Xiao-Mei (2–3) Ellie Leonard (4) Celia Solis (5 –) Juanita Solis (5 –) Ana Solis (6)                                                             |
| Lila Akác köz 4350 | Martha Huber (1) Edie Britt (1) Felicia Tilman (1–2) Andrew Van De Kamp (5) Dr. Alex Cominis (5)                                                                                               |
| Lila Akác köz 4351 | Mr és Mrs Mullins (1) Karen Stouffer (1) Betty Applewhite (1–2) Matthew Applewhite (1–2) Caleb Applewhite (1–2) Alma Hodge (3) Bob Hunter (4 –) Lee McDermott (4 –) Jenny Hunter-McDermott (7- |
| Lila Akác köz 4352 | Mary Alice Young (1. epizód) Paul Young (1–2, 7) Zach Young (1–2) Art Shephard (3) Rebecca Shephard (3) Mike Delfino (5) Angie Bolen (6) Nick Bolen (6) Danny Bolen (6)                        |
| Lila Akác köz 4353 | Susan Mayer (1–6, 7-) Julie Mayer (1–4, 8 –) Mike Delfino (4, 6, 7-) Maynard "M.J." Delfino (5-6, 7-) Paul Young(7) Beth Young (7)                                                             |
| Lila Akác köz 4354 | Bree Hodge (1 –) Rex Van De Kamp (1) Andrew Van De Kamp (1–4) Danielle Van De Kamp (1–4) Orson Hodge (3 –6) Gloria Hodge (3) Benjamin Hodge (4) Keith Wagner (7)                               |
| Lila Akác köz 4355 | Lynette Scavo (1–) Tom Scavo (1 –7, 8- Porter Scavo (1 –) Preston Scavo (1 –) Parker Scavo (1 –) Penny Scavo (1 –) Paige Svavo (6-) Stella Wingfield (4) Kayla Huntington (3–4)                |
| Lila Akác köz 4356 | Mike Delfino (1–3,5) Carlos Solis (3) Katherine Mayfair (4–6) Dylan Mayfair (4) Adam Mayfair (4) Robin Geleger (6)                                                                             |
| Lila Akác köz 4358 | Karen McCluskey (1–8) Roy Bender (6- ) |
| Lila Akác köz 4360 | Mona Clark (6) |
| Lila Akác köz 4362 | Edie Britt (2–5) Karl Mayer (2) Austin McCann (3) Travers McLain (3) Carlos Solis (3–4) Raymond (?-5) Dave Williams (5) Stephanie (6 –) Lance (6 –) Reneé Perry (7-8)                          |

## DVD kiadások
| DVD-cím | Eredeti kiadás (USA) | Magyar kiadás       | Lemezek | Epizódok |
| --- | -------------------- | ------------------- | ------- | -------- |
| The Complete First Season A teljes első évad                                                                 | 2005. szeptember 20. | 2006. szeptember 5. | 6 5     | 23       |
| The Complete Second Season – The Extra Juicy Edition A teljes második évad – Extra szaftos változat          | 2006. augusztus 30.  | 2007. augusztus 27. | 7 6     | 24       |
| The Complete Third Season – The Dirty Laundry Edition A teljes harmadik évad – Kiteregetjük a szennyest      | 2007. szeptember 4.  | 2008. szeptember 8. | 6       | 23       |
| The Complete Fourth Season – Sizzling Secrets Edition A teljes negyedik évad – Titkokkal teli kiadás         | 2008. szeptember 2.  | 2009. február 20.   | 5       | 17       |
| The Complete Fifth Season – The Red Hot Edition A teljes ötödik évad – Vörösen izzó kiadás                   | 2009. szeptember 1.  | 2010. február 11.   | 7       | 24       |
| The Complete Sixth Season – The All Mighty Edition A teljes hatodik évad – Mindenható kiadás                 | 2010. szeptember 21. | 2011. február 16.   | 5 6     | 23       |
| The Complete Seventh Season – Wild, Wild Wisteria Edition A teljes hetedik évad – Vadócok a Lila Akác közben | 2011. augusztus 30.  | 2012. március 7.    | 5 6     | 23       |
| The Complete Eighth and Final Season Született feleségek – A teljes nyolcadik és befejező évad               | 2012. szeptember 25. | 2013. május 21.     | 5 6     | 23       |
| The Complete Collection                                                                                      | 2012. szeptember 25. | N/A                 | 45      | 180      |

## A Született feleségek vetítése Magyarországon (premier)
| Tévécsatorna | Epizód                                                         | Kezdés               | Befejezés          | Időpont |
| ------------ | -------------------------------------------------------------- | -------------------- | ------------------ | ------- |
| TV2          | 1.01. Végzetes csütörtök – 1.08. Bűnös                         | 2005. október 26.    | 2005. december 14. | Szerda  |
| TV2          | 1.09. Gyanakvó elmék – 1.23. Egy szép napon…                   | 2006. január 4.      | 2006. május 3.     | Szerda  |
| TV2          | 2.01. Legközelebb – 2.16. A helyes út                          | 2006. augusztus 23.  | 2006. december 20. | Szerda  |
| TV2          | 2.17. Elválások – 2.23. Emlékezz!                              | 2007. január 17.     | 2007. március 14.  | Szerda  |
| TV2          | 3.01. Eső kopog a tetőn – 3.15. Az utolsó pillanatban          | 2007. szeptember 11. | 2007. december 18. | Kedd    |
| TV2          | 3.16. A férjem, a disznó – 3.18. Viszonyok                     | 2008. január 8.      | 2008. január 29.   | Kedd    |
| TV2          | 3.19. Áramszünet – 3.23. Ásó, kapa, nagyharang                 | 2008. március 14.    | 2008. április 11.  | Péntek  |
| TV2          | 4.01. Most már tudod! – 4.06. Félelmek                         | 2008. április 25.    | 2008. június 6.    | Péntek  |
| TV2          | 4.07. Ne ítélj külsőre! – 4.17. Szabadon                       | 2008. szeptember 3.  | 2008. november 12. | Szerda  |
| TV2          | 5.01. Röpül az idő... – 5.11. Otthon, édes otthon              | 2009. március 10.    | 2009. május 19.    | Kedd    |
| TV2          | 5.12. Újra együtt – 5.14. A pénz beszél                        | 2009. szeptember 25. | 2009. október 9.   | Péntek  |
| TV2          | 5.15. Hadd menjen a munka! – 5.22. Végy egy kicsit feleségül!  | 2009. október 21.    | 2009. december 9.  | Szerda  |
| TV2          | 5.23. Bűnök és büntetések – 5.24. Képzelődsz...                | 2010. március 3.     | 2010. március 10.  | Szerda  |
| TV2          | 6.01. Vétkes kertváros – 6.08. Egy csésze kávé                 | 2010. március 17.    | 2010. május 5.     | Szerda  |
| TV2          | 6.09. Önvédelem – 6.23. Isten hozzád!                          | 2010. szeptember 1.  | 2010. december 8.  | Szerda  |
| TV2          | 7.01. Emlékeztek Paulra? – 7.13. Még mindig itt vagyok!        | 2011. március 2.     | 2011. május 25.    | Szerda  |
| TV2          | 7.14. Pillantás a múltba – 7.23. Vacsorára fel                 | 2011. augusztus 31.  | 2011. november 2.  | Szerda  |
| TV2          | 8.01. Titkok, melyekről jobb nem tudni – 8.11. Megmondóemberek | 2012. február 29.    | 2012. május 9.     | Szerda  |
| TV2          | 8.12. Mire jó jónak lenni? – 8.23. Veszem a kalapomat…         | 2012. augusztus 29.  | 2012. november 14. | Szerda  |

## Szereplők
| Szerep               | Színész                 | Szinkronhang                    |
| -------------------- | ----------------------- | ------------------------------- |
| Susan Mayer          | Teri Hatcher            | Hegyi Barbara                   |
| Lynette Scavo        | Felicity Huffman        | Für Anikó                       |
| Bree Van de Kamp     | Marcia Cross            | Balogh Erika                    |
| Gabrielle Solis      | Eva Longoria            | Pápai Erika                     |
| Angie Bolen          | Drea De Matteo          | Kisfalvi Krisztina              |
| Edie Britt           | Nicolette Sheridan      | Básti Juli                      |
| Rex Van De Kamp      | Steven Culp             | Hirtling István                 |
| Paul Young           | Mark Moses              | Kerekes József                  |
| Carlos Solis         | Ricardo Antonio Chavira | Csankó Zoltán                   |
| Julie Mayer          | Andrea Bowen            | Bogdányi Titanilla              |
| Zach Young           | Cody Kasch              | Molnár Levente                  |
| John Rowland         | Jesse Metcalfe          | Széles Tamás                    |
| Mary Alice Young     | Brenda Strong           | Liptai Claudia                  |
| Mike Delfino         | James Denton            | Selmeczi Roland, Kautzky Armand |
| Karl Mayer           | Richard Burgi           | Szabó Sipos Barnabás            |
| Tom Scavo            | Doug Savant             | Rosta Sándor                    |
| Betty Applewhite     | Alfre Woodard           | Kocsis Mariann                  |
| Matthew Applewhite   | Mehcad Brooks           | Dolmány Attila                  |
| Caleb Applewhite     | Nashawn Kearse          | Faragó András                   |
| Andrew Van De Kamp   | Shawn Pyfrom            | Moser Károly                    |
| Danielle Van De Kamp | Joy Lauren              | Molnár Ilona                    |
| George Williams      | Roger Bart              | Bezerédi Zoltán                 |
| Felicia Tilman       | Harriet Sansom Harris   | Zsurzs Kati, Szórádi Erika      |
| Xiao-Mei             | Gwendoline Yeo          | Törtei Tünde                    |
| Orson Hodge          | Kyle MacLachlan         | Besenczi Árpád                  |
| Ian Hainsworth       | Dougray Scott           | Haás Vander Péter               |
| Austin McCann        | Josh Henderson          | Czető Roland                    |
| Kayla Huntington     | Rachel G. Fox           | Ungvári Zsófia                  |
| Nora Huntington      | Kiersten Warren         | Ullmann Mónika                  |
| Karen McCluskey      | Kathryn Joosten         | Kassai Ilona                    |
| Katherine Mayfair    | Dana Delany             | Orosz Anna                      |
| Dylan Mayfair        | Lyndsy Fonseca          | Györfi Anna                     |
| Adam Mayfair         | Nathan Fillion          | Kassai Károly                   |
| Victor Lang          | John Slattery           | Kőszegi Ákos                    |
| Lee McDermott        | Kevin Rahm              | Epres Attila                    |
| Bob Hunter           | Tuc Watkins             | Kárpáti Levente                 |
| Dave Williams        | Neal McDonough          | Schnell Ádám                    |
| Jackson Braddock     | Gale Harold             | Crespo Rodrigo                  |
| Parker Scavo         | Joshua Logan Moore      | Bori Ádám András                |
| Reneé Perry          | Vanessa Williams        | Agócs Judit                     |

## Fordítás
Ez a szócikk részben vagy egészben a Desperate Housewives című angol Wikipédia-szócikk ezen változatának fordításán alapul.  Az eredeti cikk szerkesztőit annak laptörténete sorolja fel. Ez a jelzés csupán a megfogalmazás eredetét és a szerzői jogokat jelzi, nem szolgál a cikkben szereplő információk forrásmegjelöléseként.